# MV Hyundai Fortune
El MSC Fortunate (anteriormente MV Fortune y MV Hyundai Fortune) fue un buque portacontenedores propiedad de Kosmo SVCS Inc., y anteriormente registrado en Hyundai Merchant Marine. Fue terminado en agosto de 1996 y navegó bajo la bandera de Panamá. Tenía un tonelaje bruto de 64.054 y era capaz de alcanzar velocidades de hasta 25 nudos. Su capacidad de carga era de 5.551 unidades de contenedores de tamaño TEU.
Como Hyundai Fortune, sufrió graves daños en un incendio en el mar el 21 de marzo de 2000. Después de las reparaciones, volvió al servicio como buque portacontenedores hasta ser desguazado en 2018.

## Incendio

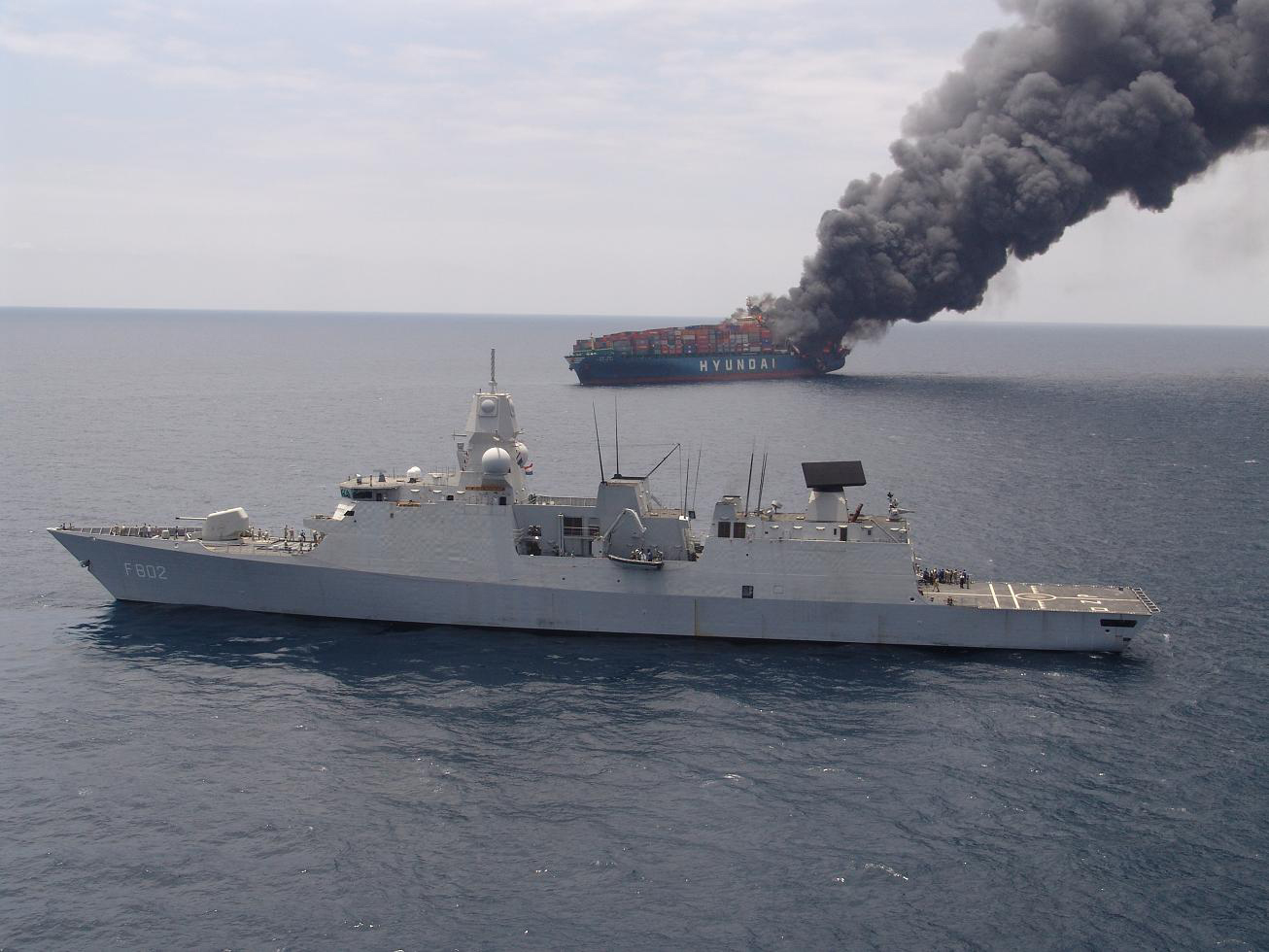
El MV Hyundai Fortune en llamas, con el HNLMS De Zeven Provinciën en primer plano, 2000.

El 21 de marzo de 2000, el buque se encontraba en ruta desde puertos de China y Singapur a través del Golfo de Adén a unas 60 millas (97 km) al sur de la costa de Yemen. Navegaba hacia el oeste en dirección al Canal de Suez en camino a puertos en Europa. Alrededor de las 12:35 UTC, se produjo una explosión de origen desconocido debajo de la cubierta, a popa del alojamiento, lo que provocó que entre 60 y 90 contenedores cayeran al océano. La explosión provocó un incendio que se extendió por la popa del barco, incluido el alojamiento y las pilas de contenedores frente al alojamiento. Siguieron explosiones secundarias cuando siete contenedores llenos de fuegos artificiales también se incendiaron sobre la cubierta en la popa.
Las fotografías del barco en llamas mostraron que una gran sección del casco había estallado debajo de la cubierta pero por encima de la línea de flotación en el lado de babor.
Tras el fracaso de los esfuerzos por contener el incendio con el sistema de extinción a base de agua del barco, los 27 miembros de la tripulación abandonaron el barco y fueron rescatados por la fragata holandesa HNLMS De Zeven Provinciën, que estaba realizando operaciones de seguridad marítima en la zona como parte de la Operación Libertad Duradera. Un marinero fue evacuado al portaaviones francés Charles de Gaulle con heridas que no ponían en peligro su vida.
El 23 de marzo, los remolcadores de extinción de incendios comenzaron a llegar al lugar. Con la sala de máquinas quemada y completamente inundada, el Hyundai Fortune, que se encontraba escorado, continuó ardiendo durante varios días.
Se declaró avería gruesa y al menos un tercio de los contenedores resultaron dañados por el incendio. Todos los contenedores que se encontraban a popa de la superestructura se incineraron o se perdieron por la borda. La mayoría de los contenedores que se encontraban a proa de la superestructura quedaron intactos, aunque, tras la pérdida de potencia del buque, cualquier carga que hubiera en los contenedores refrigerados se habría estropeado. Se calcula que un 10 por ciento de la carga no estaba asegurada.
Se estima que el coste combinado del barco y la carga perdida supera los 800 millones de dólares estadounidenses. El barco fue finalmente remolcado a Salalah, Omán, y se descargaron 2.249 contenedores recuperables para su transbordo a Europa.
Según una declaración al Comité de Asignaciones Presupuestarias para la Seguridad Nacional de la Cámara de Representantes de Estados Unidos, "se cree que la causa del incendio fue un contenedor cargado con líquidos de limpieza a base de petróleo que se encontraba almacenado cerca de la sala de máquinas. El transportista no indicó la naturaleza peligrosa de este envío al  Hyundai Fortune, sin duda para evitar los cargos especiales de manipulación asociados con el transporte de materiales peligrosos".
El barco fue reparado en el astillero COSCO Zhoushan en la isla Liuhen Dao en China en 2007-2008. Durante las reparaciones, se confirmó que el tubo de popa estaba casi 100 mm más bajo que la línea de visión de empuje del motor principal. Con la asistencia técnica de Tecnitas de Bureau Veritas y BF Consultant de Francia, el astillero de reparación de barcos enderezó el casco y alineó nuevamente el tubo de popa para que se mecanizara de manera definitiva en una etapa posterior de la reconstrucción del buque.
El buque fue finalmente entregado a su propietario y reanudó su actividad como portacontenedores. En 2018 fue desguazado en Alang (India).